# Halectinosoma longicorne
Halectinosoma longicorne är en kräftdjursart som först beskrevs av T. Scott och A. Scott 1894.  Halectinosoma longicorne ingår i släktet Halectinosoma och familjen Ectinosomatidae. Inga underarter finns listade i Catalogue of Life.